# Sven Brajer
Sven Brajer (* 1984 in Löbau) ist ein deutscher Historiker und Journalist.

## Leben
Brajer wuchs in der Oberlausitz auf. Er lernte zunächst Einzelhandelskaufmann. An der Technischen Universität Dresden studierte er Geschichte, Soziologie und Politikwissenschaft. Brajer beschäftigt sich mit deutscher und europäischer Sozial-, Kultur- und Wirtschaftsgeschichte des 19. bis 21. Jahrhunderts, Parteien und Bewegungen, Revolutionsforschung, Ostdeutschland, Geopolitik mit Schwerpunkt Mittel- und Osteuropa. Ihm wurde der Hermann-Knothe-Preis – Wissenschaftspreis der Oberlausitz 2014/15 zuerkannt für seine Arbeit Der wirtschaftliche Strukturwandel in der südlichen Oberlausitz im Textilgewerbe in der zweiten Hälfte des 19. Jahrhunderts am Beispiel der Firmen Carl Gottlieb Hoffmann aus Neugersdorf und Hermann Wünsches Erben aus Ebersbach/Sa. Für die Erarbeitung seiner Promotionsschrift Am Rande Dresdens? Das völkisch-nationale Spektrum einer »konservativen Kulturstadt« 1879-1933 erhielt er ein Stipendium der Rosa-Luxemburg-Stiftung. Im April 2023 wurde er in Görlitz zum Vizepräsidenten der Oberlausitzischen Gesellschaft der Wissenschaften gewählt.

## Journalistische Tätigkeit
Seit 2022 betreibt Sven Brajer den Blog „Im Osten. Perspektiven wider den Zeitgeist“.

## Veröffentlichungen
- Der wirtschaftliche Strukturwandel in der südlichen Oberlausitz im Textilgewerbe in der zweiten Hälfte des 19. Jahrhunderts am Beispiel der Firmen Carl Gottlieb Hoffmann aus Neugersdorf und Hermann Wünsches Erben aus Ebersbach/Sa. In: Berghausen, Björn; Schaal, Dirk (Hg.). Tagung „Die beiden Lausitzen. Wirtschaft, Geschichte und Industriekultur in Brandenburg und Sachsen“ LIT Verlag. Münster, Berlin, Zürich. 2015 ISBN 9783643129291
- Rechtspopulistische Milieus in der „konservativen Kulturstadt“ Dresden (1879–1933) In: Freiheit, Angst und Provokation: zum gesellschaftlichen Zusammenhalt in der postdiktatorischen Gesellschaft. Social coherence studies 2. Thelem Universitätsverlag und Buchhandel. Dresden ISBN 9783945363393
- „Görlitz wird preußisch?!“: Identitätenwandel – Beobachtungen in Görlitz 1815 und in den Folgejahren. In: Neues lausitzisches Magazin. Heft 139. Oberlausitzischen Gesellschaft der Wissenschaften. Görlitz 2017
- Angst vor dem Fremden in Zeiten des Umbruchs?: Aspekte von Antisemitismus und Rassismus im Kaiserreich in der Oberlausitz. In: Neues lausitzisches Magazin. Heft 141. Oberlausitzischen Gesellschaft der Wissenschaften. Görlitz 2019
- Marcus Hawel & Herausgeber*innenkollektiv: Hanna Al Taher, Riccardo Altieri, Sven Brajer, Darija Davidovic, Marieluise Mühe, Jonas Riepenhausen (Hrsg.) Work In Progress. Work On Progress. Beiträge kritischer Wissenschaft: Doktorand*innen Jahrbuch 2019 der Rosa-Luxemburg-Stiftung. VSA Verlag Hamburg 2019 ISBN 978-3-96488-042-0
- Reflexionen der „Oktoberrevolution“ 1917 im „Roten Königreich“ Sachsen. In: Jacob, Frank; Altieri, Riccardo (Hg.) Die Wahrnehmung der Russischen Revolutionen 1917: zwischen utopischen Träumen und erschütterter Ablehnung. Metropol Verlag. Berlin 2019. ISBN 978-3-86331-469-9
- Aufstieg und Fall der Oberlausitzer Industriedörfer 1834 bis 2019: ein Überblick mit Forschungsanregungen. In: Sächsische Heimatblätter. Zeitschrift für sächsische Geschichte, Landeskunde, Natur und Umwelt. Heft 66. Niederjahna: Zentrum für Kultur, Geschichte 2020
- Am Rande Dresdens? Das völkisch-nationale Spektrum einer »konservativen Kulturstadt« 1879-1933. Thelem. Dresden 2022. ISBN 978-3-95908-557-1
- Die (Selbst)Zerstörung der deutschen Linken. Promedia Druck und Verlag. Wien 2023 ISBN 9783853715154
- 35 Jahre Wiedervereinigung - Biographien und Perspektiven aus der Oberlausitz/ herausgegeben und redaktionell bearbeitet von Sven Brajer. Grafische Werkstätten Zittau 2025